# Freycinetia vitiensis
Freycinetia vitiensis är en enhjärtbladig växtart som beskrevs av Berthold Carl Seemann. Freycinetia vitiensis ingår i släktet Freycinetia och familjen Pandanaceae.
Artens utbredningsområde är Fiji. Inga underarter finns listade.